# Pince-étau
Une pince-étau est une pince mobile qui présente la fonction d'un étau de serrage. Elle tient ainsi fermement les objets saisis, ce qui permet à l'opérateur de concevoir un montage ou encore de réunir ou souder les objets assemblés. Grâce à un mécanisme de verrouillage, l'opérateur qui retrouvent par ailleurs ses mains libres peut facilement choisir et stabiliser une position des objets réunis. Une pince-étau bien manipulée et positionnée est beaucoup plus stable et résistante que des serres-joints.

## Histoire

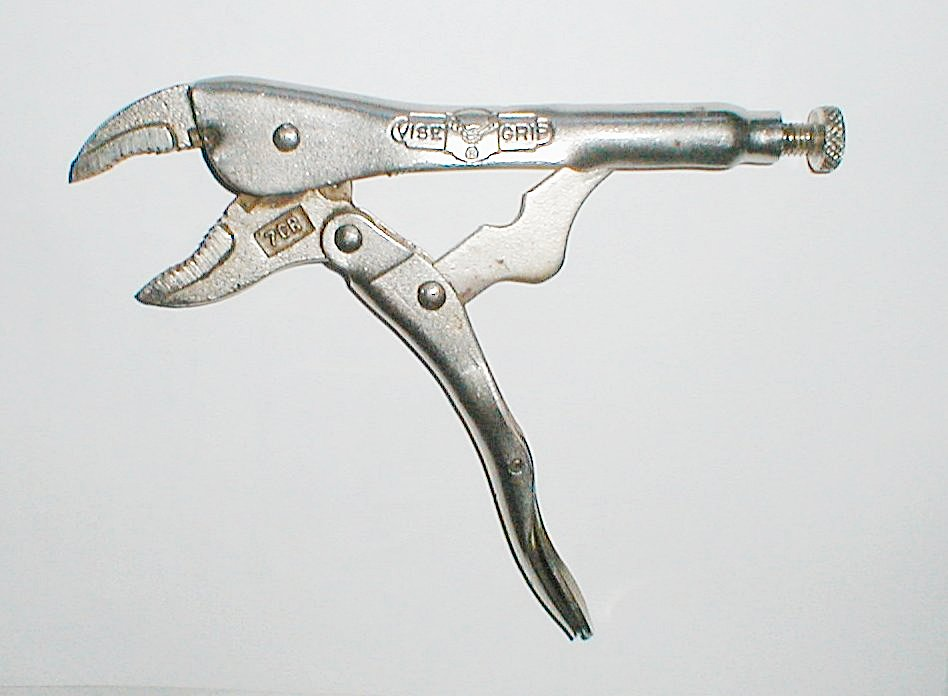
Pince-étau en position ouverte

Les premières pinces-étau, nommées Vise-Grips, ont été inventées par William S. Petersen à De Witt, Nebraska, en 1924.
En 1955, les « clés à taupe » ont été développées par Thomas Coughtrie (1917-2008), qui était à l'époque directeur général de M. K. Mole and Son. Les clés ont été fabriquées à Newport, au Pays de Galles, juste à côté de la M4, près des tunnels de Brynglas ; en allant vers l'ouest sur l'autoroute, le panneau Mole était visible juste avant d'entrer dans les tunnels.

## Mécanisme

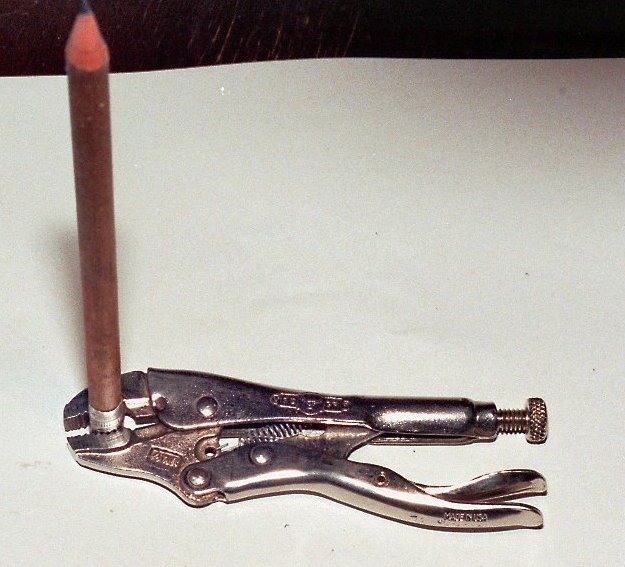
Pince-étau en position fermée sur un crayon.

Le mécanisme principal de la pince-étau est la pince excentrée. Lorsque la pince est fermée sur un objet, le mécanisme passe par un point de serrage le plus serré et lorsque les leviers de la poignée sont davantage fermés, les mâchoires se relâchent légèrement. La flexibilité inhérente de la pince maintient une pression de ressort sur les mâchoires de telle sorte que la poignée doit être ouverte pour relâcher la pression de serrage. Ainsi, la pince restera en toute sécurité serrée sur l'objet sans nécessiter une pression continue sur les leviers de la poignée.
Un côté de la poignée des pinces-étau comprend un boulon qui est utilisé pour ajuster l'espacement des mâchoires, l'autre côté de la poignée (surtout dans les modèles plus grands) comprend souvent un levier pour écarter les deux côtés des poignées pour déverrouiller le pinces. « Mole » et « Vise-Grip » sont des noms commerciaux de différentes marques de pinces-étau mais les mécaniciens, bricoleurs et artisans se réfèrent de manière générique aux pinces-étau comme « Vise-Grips » aux États-Unis et « Mole grips » au Royaume-Uni.

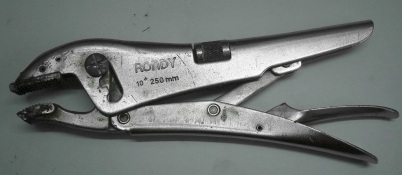
Les pinces-étau modernes ajoutent un levier (sur le bras inférieur, à droite) pour faciliter la libér.ation de la position verrouillée

Les pinces-étau sont disponibles dans de nombreuses configurations différentes, telles que les pinces-étau à bec effilé et diverses formes pour fixer les pièces métalliques à souder. Ils existent également en plusieurs tailles.

## Utilisation

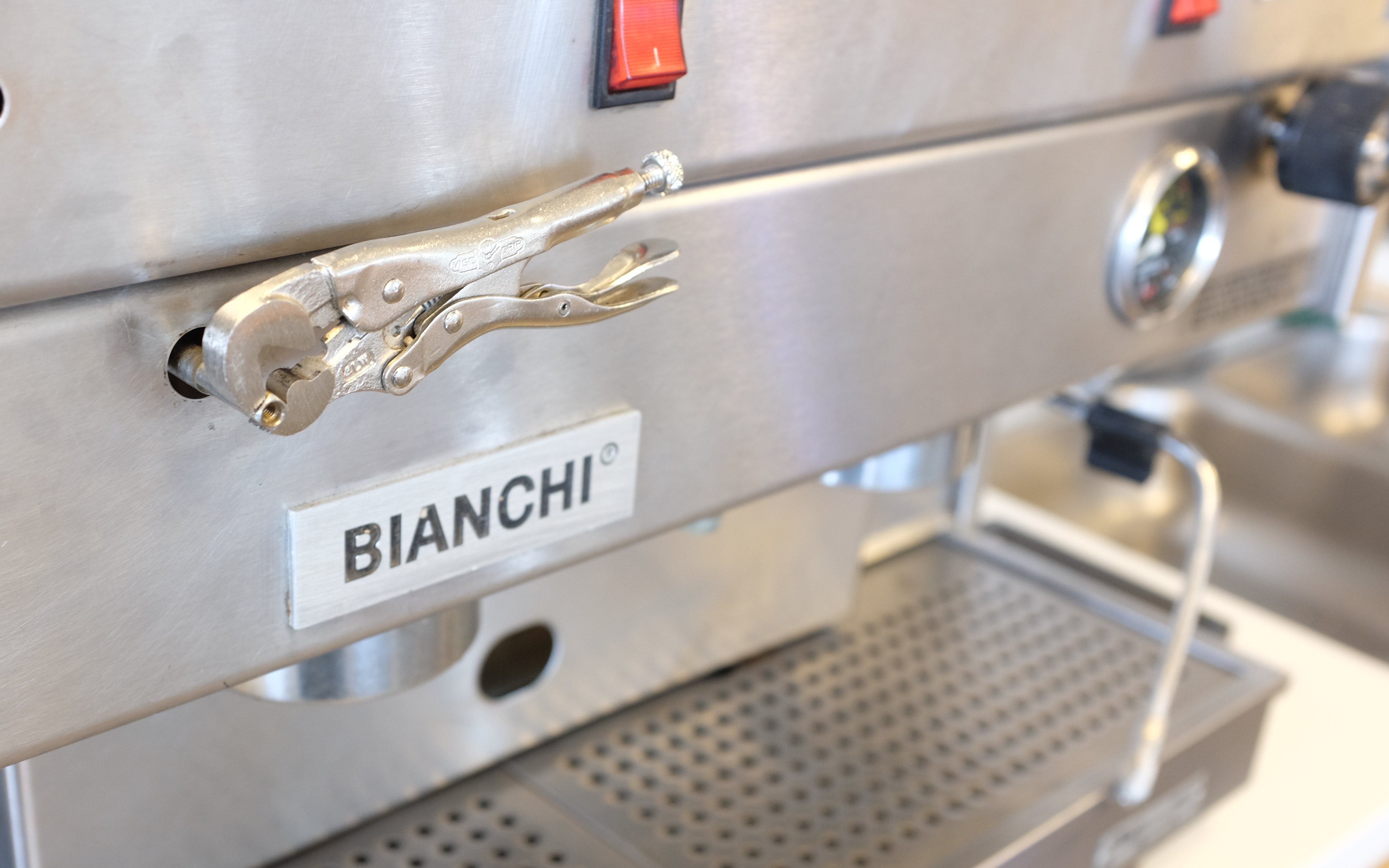
Pince-étau utilisée comme bouton de remplacement sur une machine à expresso.

Le boulon est utilisé pour régler les mâchoires à une taille légèrement inférieure à celle à saisir. Les mâchoires sont alors fermées sur l'objet saisi.
En raison de l'action du levier, les mâchoires ne bougent que légèrement mais avec beaucoup de force. Les pinces-étau présentent quatre avantages :
- Leur action de levier est plus forte que celle des pinces ordinaires, elles peuvent donc appliquer beaucoup plus de force ;
- Même si elles peuvent appliquer plus de force, elles le font de manière très contrôlée ; c'est parce que les mâchoires ne se fermeront jamais au-delà du point de consigne ;
- Le point de fermeture et avec lui la force appliquée sur l'objet saisi peuvent être finement contrôlés ;
- Lorsqu'ils sont fermés, ils restent fermés d'eux-mêmes sans aucune intervention de l'utilisateur.

Une utilisation typique serait de maintenir des pièces métalliques en place pour le soudage. Elles sont également utilisées pour maintenir un écrou ou un boulon qui a été « arrondi » ; arracher les clous ; tenir les tuyaux sans les serrer ; ou comme leviers/boutons temporaires sur l'équipement et les machines.